# Giải bóng đá U-17 Quốc gia 2013
Giải bóng đá U17 Quốc gia Việt Nam 2013 có tên gọi chính thức là Giải bóng đá U17 Quốc gia Việt Nam - Cúp Thái Sơn Nam 2013 là mùa giải thứ 10 do VFF tổ chức. Giải bóng đá U17 Quốc gia Báo Bóng Đá - Cúp Thái Sơn Nam 2013 sẽ chính thức khởi tranh các trận đấu vòng loại từ 6/6 đến 23/6/2013. Còn Vòng chung kết sẽ diễn ra trên Sân vận động Thống Nhất thuộc Thành phố Hồ Chí Minh do Trung tâm Đào Tạo Bóng Đá PVF làm chủ nhà từ 3/7 đến 12/7/2013.

## Vòng loại
23 đội tham dự vòng loại được chia làm 4 bảng đấu cụ thể như sau:
- Bảng A: do Trung tâm bóng đá Viettel nhận đăng cai làm bảng trưởng có 6 đội đăng ký tham dự gồm: Viettel, VST T&T, Công An Nhân dân, Trung tâm huấn luyện và thi đấu TDTT Quảng Ninh, TT ĐT VĐV Nam Định và Xi Măng The Vissai Ninh Bình.
- Bảng B: do TT HL TĐ TT Tỉnh Bình Định nhận đăng cai làm bảng trưởng có 6 đội đăng ký tham dự gồm: Bình Định, Hà Tĩnh, Khatoco Khánh Hoà, SHB Đà Nẵng, Huế và T&T VSH.
- Bảng C: do Sở Văn Hóa - Thể thao và Du lịch Tây Ninh nhận đăng cai làm bảng trưởng có 6 đội đăng ký tham dự gồm: Tây Ninh, TDC Bình Dương, XSKT Lâm Đồng, TTTDTT Thống Nhất, Hoàng Anh Gia Lai, Trung tâm thể dục thể thao Bình Phước.
- Bảng D: do Công ty TNHH Bóng đá Long an làm trưởng bảng có 5 đội: Bóng đá Đồng Tháp, Trung tâm bóng đá An Giang, TTTDTT Thống Nhất, Sở VHTT&DL Tiền Giang, Sở VHTT&DL Long an.

Tại mỗi bảng đấu, các đội thi đấu vòng tròn tính điểm xếp hạng chọn hai đội đứng Nhất và Nhì mỗi bảng đấu vào chơi vòng chung kết. ngoài 4 suất cho 4 đội nhất bảng, sẽ có thêm 2 đội đứng nhì ở 4 bảng có thành tích tốt hơn được quyền dự VCK. Do bảng D chỉ có 5 đội, nên để đảm bảo công bằng khi so sánh, thành tích của đội đứng thứ nhì với đội thứ 6 ở các bảng A, B, C không được tính.
Vòng chung kết giải bóng đá U17 QG - Báo Bóng đá Cúp Thái Sơn Nam 2012 sẽ có sự tham dự của 8 đội bóng. Ngoài 6 đội vượt qua vòng bảng còn có sự tham dự của 2 đội bóng được ưu tiên miễn thi đấu vòng loại là U17 Sông Lam Nghệ An (đương kim vô địch) và Trung tâm PVF (chủ nhà đăng cai Vòng chung kết).
Sau khi kết thúc vòng loại, căn cứ vào thành tích của các đội, Ban tổ chức sẽ chia 8 đội thành hai nhóm A và B thi đấu vòng tròn mỗi lượt ở mỗi nhóm để tính điểm xếp hạng. Hai đội dẫn đầu mỗi nhóm sẽ giành vé vào chơi hai trận bán kết. Hai đội thua bán kết đồng xếp hạng Ba, hai đội thắng bán kết sẽ vào chơi trận chung kết của giải.
Hai trận bán kết và trận chung kết sẽ thi đấu theo thể thức loại trực tiếp. Nếu sau thời gian thi đấu chính thức (90 phút) mà tỷ số hoà, hai đội sẽ thi đá luân lưu 11m để xác định đội thắng ở các lượt trận trên.

## Vòng bảng
Giải bóng đá U17 Quốc gia - Cúp Thái Sơn Nam 2013 với sự tham dự của 8 đội, trong đó có 6 đội đã xuất sắc vượt qua vòng loại gồm: Viettel, Hà Nội, SHB Đà Nẵng, Hoàng Anh Gia Lai, Đồng Tâm Long An, Tập đoàn Cao Su Đồng Tháp và 2 đội vào thẳng là Đương kim vô địch Sông Lam Nghệ An và chủ nhà PVF của Thành phố Hồ Chí Minh sẽ diễn ra trên Sân vận động Thống Nhất ở Thành phố Hồ Chí Minh. Theo kết quả bốc thăm, Đương kim vô địch Sông Lam Nghệ An nằm ở bảng B cùng với các đối thủ rất mạnh là Viettel, SHB Đà Nẵng và Long An. Bảng A gồm các đội: chủ nhà PVF Thành phố Hồ Chí Minh, Hoàng Anh Gia Lai, Hà Nội, Tập đoàn Cao Su Đồng Tháp.
Lịch thi đấu
| Số thứ tự | Ngày     | Giờ   | Sân        | Đội 1                 | Đội 2                 |
| 1         | 3/7/2012 | 15h00 | Thống Nhất | U17 Hoàng Anh Gia Lai | U17 PVF               |
| 1         | 3/7/2012 | 17h00 | Thống Nhất | U17 Hà Nội            | TĐCS. Đồng Tháp       |
| 2         | 4/7/2012 | 14h30 | Thống Nhất | U17 Viettel           | U17 SHB Đà Nẵng       |
| 2         | 4/7/2012 | 16h30 | Thống Nhất | U17 Sông Lam Nghệ An  | U17 Long An           |
| 3         | 5/7/2012 | 14h30 | Thống Nhất | U17 Hà Nội            | U17 Hoàng Anh Gia Lai |
| 3         | 5/7/2012 | 16h30 | Thống Nhất | TĐCS. Đồng Tháp       | U17 PVF               |
| 4         | 6/7/2012 | 14h30 | Thống Nhất | U17 Sông Lam Nghệ An  | U17 SHB Đà Nẵng       |
| 4         | 6/7/2012 | 16h30 | Thống Nhất | U17 Long An           | U17 Viettel           |
| 5         | 7/7/2012 | 15h30 | Thống Nhất | U17 Hà Nội            | U17 PVF               |
| 5         | 7/7/2012 | 15h30 | Phú Nhuận  | U17 Hoàng Anh Gia Lai | TĐCS. Đồng Tháp       |
| 6         | 8/7/2012 | 15h30 | Thống Nhất | U17 Sông Lam Nghệ An  | U17 Viettel           |
| 6         | 8/7/2012 | 15h30 | Phú Nhuận  | U17 SHB Đà Nẵng       | U17 Long An           |

### Bảng A
| Bảng xếp hạng bảng A | Bảng xếp hạng bảng A  | Bảng xếp hạng bảng A | Bảng xếp hạng bảng A | Bảng xếp hạng bảng A | Bảng xếp hạng bảng A | Bảng xếp hạng bảng A | Bảng xếp hạng bảng A | Bảng xếp hạng bảng A |
| -------------------- | --------------------- | -------------------- | -------------------- | -------------------- | -------------------- | -------------------- | -------------------- | -------------------- |
| Thứ tự               | Đội bóng              | Trận                 | Thắng                | Hòa                  | Thua                 | Bàn thắng            | Bàn thua             | Điểm                 |
| 1                    | U17 PVF               | 3                    | 2                    | 0                    | 1                    | 7                    | 4                    | 6                    |
| 2                    | U17 Hà Nội            | 3                    | 2                    | 0                    | 1                    | 5                    | 4                    | 6                    |
| 3                    | U17 Hoàng Anh Gia Lai | 3                    | 2                    | 0                    | 1                    | 6                    | 2                    | 6                    |
| 4                    | U17 TĐCS. Đồng Tháp   | 3                    | 0                    | 0                    | 3                    | 3                    | 11                   | 0                    |

| U17 PVF                                                         | 0-1      | U17 Hoàng Anh Gia Lai                                                                                                 |
| --------------------------------------------------------------- | -------- | --- |
| Trương Văn Thái Quý 33' · Hà Đức Chinh 39' · Phạm Ngọc Châu 47' | Chi tiết | Nguyễn Văn Toàn 75' · A Sân 56' · Huỳnh Hoàng Khanh 67' · Bùi Văn Phúc 82' · Vũ Văn Thanh 89' · Châu Ngọc Quang 90+2' |

| U17 Hà Nội                                                               | 2-1      | TĐCS Đồng Tháp                                                      |
| ------------------------------------------------------------------------ | -------- | ------------------------------------------------------------------- |
| Nguyễn Quang Hải 21' · Đỗ Duy Mạnh 39' · Trần Đình Trọng · Phạm Văn Long | Chi tiết | Phương Kỳ 27' · Bùi Hồng Phong · Nguyễn Bảo Khang · Nguyễn Hoài Bảo |

| U17 Hà Nội    | 1-0      | U17 Hoàng Anh Gia Lai |
| ------------- | -------- | --------------------- |
| Quang Hải 75' | Chi tiết |                       |

| U17 PVF | 4-1      | TĐCS Đồng Tháp |
| ------- | -------- | -------------- |
|         | Chi tiết |                |

| U17 Hà Nội | 2-3      | U17 PVF |
| ---------- | -------- | ------- |
|            | Chi tiết |         |

| U17 Hoàng Anh Gia Lai | 5-1      | TĐCS Đồng Tháp |
| --------------------- | -------- | -------------- |
|                       | Chi tiết |                |

### Bảng B
| Bảng xếp hạng bảng B | Bảng xếp hạng bảng B | Bảng xếp hạng bảng B | Bảng xếp hạng bảng B | Bảng xếp hạng bảng B | Bảng xếp hạng bảng B | Bảng xếp hạng bảng B | Bảng xếp hạng bảng B | Bảng xếp hạng bảng B |
| -------------------- | -------------------- | -------------------- | -------------------- | -------------------- | -------------------- | -------------------- | -------------------- | -------------------- |
| Thứ tự               | Đội bóng             | Trận                 | Thắng                | Hòa                  | Thua                 | Bàn thắng            | Bàn thua             | Điểm                 |
| 1                    | U17 SHB Đà Nẵng      | 3                    | 2                    | 1                    | 0                    | 4                    | 1                    | 7                    |
| 2                    | U17 Long An          | 3                    | 1                    | 2                    | 0                    | 8                    | 6                    | 5                    |
| 3                    | U17 Sông Lam Nghệ An | 3                    | 0                    | 2                    | 1                    | 7                    | 9                    | 2                    |
| 4                    | U17 Viettel          | 3                    | 0                    | 1                    | 2                    | 2                    | 5                    | 1                    |

| U17 Viettel                                                                                       | 0-1      | U17 SHB Đà Nẵng                                                                          |
| ------------------------------------------------------------------------------------------------- | -------- | ---------------------------------------------------------------------------------------- |
| Đàm Tiến Dũng 22' · Lê Đắc Hùng 23' · Bùi Duy Thường 25' · Trần Ngọc Sơn 63' · Trần Ngọc Sơn 81'' | Chi tiết | Phan Văn Long 47' · Ưng Văn Thành 16' · Trần Tám 28' · Bá Đăng Ty Vốt 70' · Trần Bun 83' |

| U17 SLNA | 5-5      | U17 Long An                                                                         |
| --- | -------- | ----------------------------------------------------------------------------------- |
| Phạm Xuân Mạnh 25' · Phan Văn Đức 40' · Trần Minh Tòng 42' (l.n.) · Văn Hồng 49' · Trần Phi Hà 67' · Trần Văn Tiến 37' · Văn Sơn 44' · Bùi Đình Châu 60' · Trần Phi Hà 72' · Phạm Xuân Mạnh 77' · Nguyễn Trần Đô 90+3' | Chi tiết | Lê Hoàng Dương 44', 70' · Dương Anh Tú 55', 86' · Quốc Bảo 73' · Lê Trọng Nghĩa 48' |

| U17 SLNA | 0-2      | U17 SHB Đà Nẵng                   |
| -------- | -------- | --------------------------------- |
|          | Chi tiết | Bá Đăng Ty Vốt 24' · Anh Tuấn 24' |

| U17 Long An           | 2-0      | U17 Viettel |
| --------------------- | -------- | ----------- |
| Dương Anh Tú 65', 85' | Chi tiết |             |

| U17 SLNA                              | 2-2      | U17 Viettel                          |
| ------------------------------------- | -------- | ------------------------------------ |
| Phan Văn Đức 32' · Phạm Đức Thông 24' | Chi tiết | Lưu Công Sơn 6' · Bùi Duy Thường 85' |

| U17 SHB Đà Nẵng | 1-1      | U17 Long An      |
| --------------- | -------- | ---------------- |
| Ngọc Hậu 63'    | Chi tiết | Dương Anh Tú 37' |

## Vòng bán kết
| U17 Hà Nội | 0-1 | U17 SHB Đà Nẵng  |
| ---------- | --- | ---------------- |
|            |     | Hoàng Nguyên 11' |

| U17 Long An                        | 2-2 | U17 PVF                                      |
| ---------------------------------- | --- | -------------------------------------------- |
| Tuấn Anh 5'' · Lê Hoàng Dương 68'' |     | Hà Đức Chinh 14'' · Trương Văn Thái Quý 19'' |

|  |     | Luân lưu 11m |
|  | 2-3 |              |

## Trận chung kết
| U17 SHB Đà Nẵng                                 | 3-3 | U17 Trung tâm PVF                           |
| ----------------------------------------------- | --- | ------------------------------------------- |
| Thái Quý 23' (Phản lưới nhà) · Văn Long 30' 41' |     | Văn Lộc 14' · Hữu Ngân 74' · Thanh Long 88' |

|  |     | Luân lưu 11m |
|  | 6-5 |              |

## Tổng kết mùa giải
- Đội vô địch: U17 SHB Đà Nẵng
- Đội thứ nhì: U17 PVF (Thành phố Hồ Chí Minh)
- Đồng giải Ba: U17 Hà Nội, U17 Long An
- Giải phong cách: U17 Long An
- Cầu thủ ghi nhiều bàn thắng nhất Vòng chung kết: Dương Anh Tú (số 10-Long An, 5 bàn thắng)
- Cầu thủ xuất sắc nhất Vòng chung kết: Phan Văn Long (9- SHB Đà Nẵng)
- Thủ môn xuất sắc nhất Vòng chung kết: Trần Bun (số 1- SHB Đà Nẵng)